# Cantón Sucumbíos
El Cantón Sucumbíos es una municipalidad de la provincia de Sucumbíos. Su cabecera cantonal es la ciudad de La Bonita. Su población es de 3390 habitantes, y tiene una superficie de 1502 km² (kilómetros cuadrados). Su alcalde actual para el período 2023-2027 es Ernesto Buitrón.

## Límites
- Al norte con la provincia de Carchi y la frontera de Colombia.
- Al sur con los cantones Cascales y Gonzalo Pizarro.
- Al este con los cantones Cascales, Gonzalo Pizarro y la frontera de Colombia.
- Al oeste con las provincias de Carchi e Imbabura.

## División política
Sucumbíos tiene cinco parroquias:

### Parroquias urbanas
- La Bonita (cabecera cantonal)

### Parroquias rurales
- El Playón de San Francisco
- Rosa Florida
- Santa Bárbara
- La Sofía